# 凯温·阿尔瓦雷斯
凯温·阿尔瓦雷斯（西班牙語：Kevin Álvarez，1999年1月15日—），墨西哥男子足球运动员，司职后卫。他曾代表墨西哥参加2019年泛美运动会足球比赛，获得一枚铜牌。他也曾入选2022年国际足联世界杯墨西哥队名单。